# Chloropidae
Famille
Les Chloropidae sont une famille d'insectes diptères du sous-ordre des Brachycera (les Brachycera sont des mouches muscoïdes aux antennes courtes).

## Taxons subordonnés
Entomology Reference Database KONCHUR et The Diptera site ont des listes de genres différents. 
D'après ITIS :
- sous-famille des Chloropinae
- sous-famille des Oscinellinae

D'après BioLib :
- sous-famille des Chloropinae Loew, 1862
- sous-famille des Oscinellinae
- sous-famille des Siphonellopsinae Duda, 1932